# Dormilon à front noir
Muscisaxicola frontalis
Espèce
Statut de conservation UICN

 LC  : Préoccupation mineure
Le Dormilon à front noir (Muscisaxicola frontalis) est une espèce de passereau placée dans la famille des Tyrannidae.

## Illustrations
- Photos

## Répartition
Cet oiseau peuple les Andes australes ; il hiverne plus au nord à travers la puna.

## Habitat
Son habitat est les zones de pâturage en haute montagne dans les régions tropicales et subtropicales.